# 哈內斯 (伊利諾伊州)
哈內斯（英語：Harness）是位於美國伊利諾伊州洛根縣的一個人口普查指定地區。

## 地理
哈內斯的座標為40°14′51″N 89°35′30″W / 40.24750°N 89.59167°W，而該地最高點為海拔高度171米（即561英尺）。

## 人口
根據2010年美國人口普查的數據，哈內斯的面積為5.00平方千米，當中陸地面積為5.00平方千米，而水域面積為5.00平方千米。當地共有人口500人，而人口密度為每平方千米100人。